# 江日彩
江日彩（1570年—1625年），字德华，號完素，福建邵武府泰宁县人，軍籍，明朝政治人物。

## 生平
万历三十四年（1606年）丙午科福建乡试第二十一名举人，三十五年（1607年）丁未科進士，通政司觀政，三十六年授金溪知县，四十二年考選，四十六年授浙江道御史，陈救時四务，十一月山西河东巡盐，天启二年二月任遼東巡按，督理遼饷，三年三月升太僕寺少卿。五年卒，年五十六岁。

## 家族
曾祖江鳄。祖父江瑞，秀水知县。父江中山。母謝氏。慈侍下。弟日就（监生）、日旭、日澣、日濬、日昌。
子江豫、江復，俱諸生，明末在家乡舉义旗抗清，兵败殉國。